# Universidad de Palestina
La Universidad de Palestina (UP; en árabe: جامعة فلسطين‎) es una institución privada palestina de educación superior ubicada en Al-Zahra, al sur de la Ciudad de Gaza. La universidad fue establecida en el 2005.

## Facultades
La universidad tiene facultades de ingeniería, tecnologías de la información y la comunicación, administración de empresa, derecho, comunicación, pedagogía, cirugía oral y dental y farmacia.

## Programas e investigación
Cada especialización en la universidad tiene un comité supervisor de conferenciantes. La universidad tiene un equipo de TIC que se encarga de organizar la comunicación entre los conferenciantes y alumnado a través utilizando un programa tecnológico desarrollado por este equipo universitario.
La universidad ofrece un repositorio de acceso abierto para uso académico por centros de investigación, profesorado y alumnos. La universidad también publicó Lightweight Opencourseware en árabe.